# Leptocythere porcellanea
Leptocythere porcellanea är en kräftdjursart som först beskrevs av Brady och Robertson 1869.  Leptocythere porcellanea ingår i släktet Leptocythere och familjen Leptocytheridae. Arten är reproducerande i Sverige. Inga underarter finns listade i Catalogue of Life.